# Gabi (fotbollsspelare)
Artikeln följer den spanska namnseden; faderns efternamn är Fernández och moderns efternamn Arenas.
Gabriel Fernández Arenas, född 10 juli 1983, mer känd som Gabi, är en spansk före detta fotbollsspelare. Han spelade främst som defensiv mittfältare och var tidigare lagkapten i Atlético Madrid.

## Karriär
I juli 2018 värvades Gabi av qatariska Al Sadd. I juni 2020 lämnade han klubben. Den 29 november 2020 meddelade Gabi att han avslutade sin fotbollskarriär.

## Meriter

### Klubblag
Atlético Madrid
- La Liga: 2013/2014
- UEFA Europa League: 2011/2012, 2017/2018
- Spanska cupen: 2012/2013
- Spanska supercupen: 2014
- UEFA Super Cup: 2012